# François Crozat
François Crozat (Cressensac, 4 octobre 1858 - Tengréla, octobre 1893) est un explorateur français.

## Biographie
Médecin de la Marine (1886), François Crozat est envoyé au Soudan en 1887. Louis Archinard le charge d'une mission dans le Fouta Djalon en 1889. En mai 1890, il accompagne Fernand Quiquandon à Sikasso. Celui-ci l'envoie alors au Mossi pour tisser des liens d'amitié avec le roi. Il part de Sikasso le 1er août et atteint Ouagadougou le 17 septembre après avoir traversé Bobo Dioulasso, Ouarkoye et Lanfiera. Le roi Bokari accepte de recevoir quelques commerçants mais refuse tout protectorat.
En 1892, Crozat participe aussi à la mission Binger de délimitation des frontières de la Côte d'Ivoire avec Marcel Monnier. À Kong, il laisse ses compagnons pour tenter de retrouver les restes du capitaine Charles Ménard tué le 14 février 1892 par Samory Touré mais il meurt d'une hématurie bilieuse lors de son arrivée à Tengréla en octobre 1893.